# عقاب ستيلر البحرية
عُقاب ستيلر البحري أو ببساطة عُقاب ستيلر (الاسم العلمي:  Haliaeetus pelagicus) طائر نهاري جارح من فصيلة الطيور البازية، وهو عقاب قوي له ريش بُني داكن، ذو أجنحة وذيل أبيض اللون، منقاره ومخالبه صفراء اللون، يُعتبر العٌقاب الأثقل في العالم، حيث يبلغ معدل نموه حوالي 5 إلى 9 كيلوغرام (11 إلى 20 رطل)، ولكن قد يكون أقل من عُقاب الخطافة والعقاب الفلبينية في بعض المعايير القياسية. وصف في الأصل من قبل بيتر سيمون بالاس في عام 1811، ولم يتم التعرف على أي نوع فرعي له.
يعيش في شمال شرق آسيا الساحلية ويتغذى بشكل رئيسي على الأسماك والطيور المائية، وينتشر في شبه جزيرة كامتشاتكا في أقصى شرق روسيا بوجود أعداداً كبيرة نسبيًا تصل إلى 4,000 من هذه العقبان، تم إدراج عقاب ستيلر على أنها نوع مهدّد بخطر إنقراض أدنى في «القائمة الحمراء للأنواع المهدَّدة بالإنقراض» الصادرة من الإتحاد الدولي لحفظ الطبيعة (IUCN).

## التصنيف
تم وصف هذا النوع لأول مرة باسم Aquila pelagica بواسطة عالم الطبيعة البروسي بيتر سيمون بالاس، عام 1811. اسم الصنف هو البيلاجوس قادمة من اليونانية القديمة «البحر أو المحيط المفتوح». كما أطلق عليها عالم الطبيعة الهولندي كونراد جاكوب تمينك اسم Falco leucopterus «الصقر الأبيض المجنح» عام 1824، وأطلق عليها هاينريخ فون كيتليتز اسم Falco imperator في عام 1832. ثم نقلها العالم جورج روبرت جراي إلى جنس عِقبان بحرية Haliaeetus في عام 1849.
تم تعيين الاسم الرسمي «عُقاب ستيلر البحرية» من قبل الاتحاد الدولي لعلماء الطيور (IOC). وسمي على اسم عالم الطبيعة الألماني جورج فيلهلم ستيلر. يُعرف أيضًا بأسم عُقاب السمك لستيلر أو عُقاب البحر الهادئ أو العُقاب أبيض الكتفين. في اللغة الروسية، يُطلق عليه اسم morskoi orel (عُقاب البحر) أو pestryi morskoi orel (عُقاب البحر المرقش) أو بيلوبليشي أورلان (العُقاب أبيض الكتفين). في اليابانية، يُطلق عليه اسم ō-washi (العُقاب الكبير أو العُقاب العظيم). في اللغة الكورية، يُطلق عليه اسم Chamsuri (عُقاب الحقيقية).
أظهر تحليل عام 1996 لجين السيتوكروم ب للحمض النووي ميتوكوندريا لعقاب ستيلر البحري قد تباعد عن سلالة أدت إلى ظهور العُقبان الصلعاء وعقاب البحر ابيض الذيل منذ حوالي 3 إلى 4 ملايين سنة. والثلاثة لديهم عيون ومناقير ومخالب صفراء، على عكس أقرب أقربائهم، عقاب سمك بالاس.
هذا النوع أحادي النمط، على الرغم من تسمية H. p. niger كنوع فرعي له وهو محل الشك؛ تم إعطاء الاسم الأخير للطيور الذين يفتقرون إلى الريش الأبيض باستثناء الذيل ومن المفترض أنهم كانوا يقيمون طوال العام في كوريا. وقد شوهدت آخر مرة عام 1968، حيث كان الاعتقاد بأنها انقرضت منذ فترة طويلة، كما تم تفريخ أنثى تطابقت H. p. niger في المظهر، وكان ذلك في الأسر داخل حديقة حيوان تيربارك في برلين (ألمانيا) في عام 2001. كان لكل من والديها تلوين نموذجي، مما يشير إلى أن H. p. niger هو شكلاً مُظلماً ونادراً للغاية وليس نوعًا فرعيًا صالحًا لستيلر، كما تم اقتراحه سابقًا. واحداً من نسل الأنثى القاتمة في برلين، كان ذكراً ولِد عام 2014 ويعيش الآن في حديقة الحيوانات الاسكندنافية (الدنمارك)، هو أيضًا ذو شكلاً مظلماً.

## الوصف

### الحجم
عقاب ستيلر هو أكبر الطيور في جنس عُقبان البحر وهو واحد من أكبر الطيور الجارحة بشكلاً عام. يختلف وزن الإناث من 6195 إلى 9500 جرام (13.658 إلى 20.944 رطلاً)، في حين أن الذكور أخف وزناً مع نطاق وزن يصل من 4900 إلى 6800 جرام (10.8 إلى 15.0 رطل). ومتوسط الوزن متغير، ربما بسبب الاختلاف الموسمي في الوصول إلى الغذاء أو الحالة العامة للعقبان، ولكن تم الإبلاغ عن ارتفاع متوسط كتلته يبلغ 7,757 جم (17.101 رطلاً) إلى متوسط وزن تقديري يبلغ 6250 جم (13.78 رطلاً)، باستثناء العقبان التي تسممت بالرصاص وتحملت فقدان الوزن بشكل سريع وأدى إلى وفاتها. في متوسط وزنه، يبدو أن ستيلر يفوق متوسط وزنه بحوالي 500 جرام (1.1 رطل) ومتوسط العقبان الفلبينية بأكثر من 1000 جرام (2.2 رطل). يمكن أن يتراوح طول عقاب ستيلر من 85 إلى 105 سم (2 قدم 9 بوصة إلى 3 أقدام و 5 بوصات)، ويبدو أن متوسط طول الذكور حوالي 89 سم (2 قدم 11 بوصة)، بينما يبلغ متوسط الإناث حوالي 100 سم (3 قدم 3) in)، أقصر بشكل هامشي في المتوسط من عُقاب الخطافة وحوالي 65 ملم (2.6 بوصة) أقصر من الفلبينية. يُعد جناحي العُقاب البحري أحد أكبر أجنحة من أي عقبان آخرى، بمتوسط 2.13 م (7 قدم 0 بوصة) لكل فيرغسون-ليز (2001) أو متوسط 2.2 م (7 قدم 3 بوصة) لكل سايتو (2009). الحد الأقصى لمدى جناحي عقاب ستيلر غير مؤكد؛ تضعه العديد من المصادر على ارتفاع يصل إلى 2.45 م (8 قدم 2 بوصة). ومع ذلك، تشير السجلات الأقل إثباتًا إلى أنها قد تصل أيضًا إلى عدد أكبر من الأجنحة. تدعي ثلاثة مصادر منفصلة أن عقبان ستيلر التي لم يتم التحقق منها تمتد حتى 2.7 متر (8 قدم 10 بوصة) و 2.74 متر (9 قدم 0 بوصة) و 2.8 متر (9 قدم 2 بوصة)، على التوالي.
وهو فريد من نوعه بين جميع عُقبان البحر مع وجود مُنقار أصفر حتى في صغار الطيور، وامتلاكه 14 مُستقيمات وليس 12.

### المعايير القياسية وعلم وظائف الأعضاء

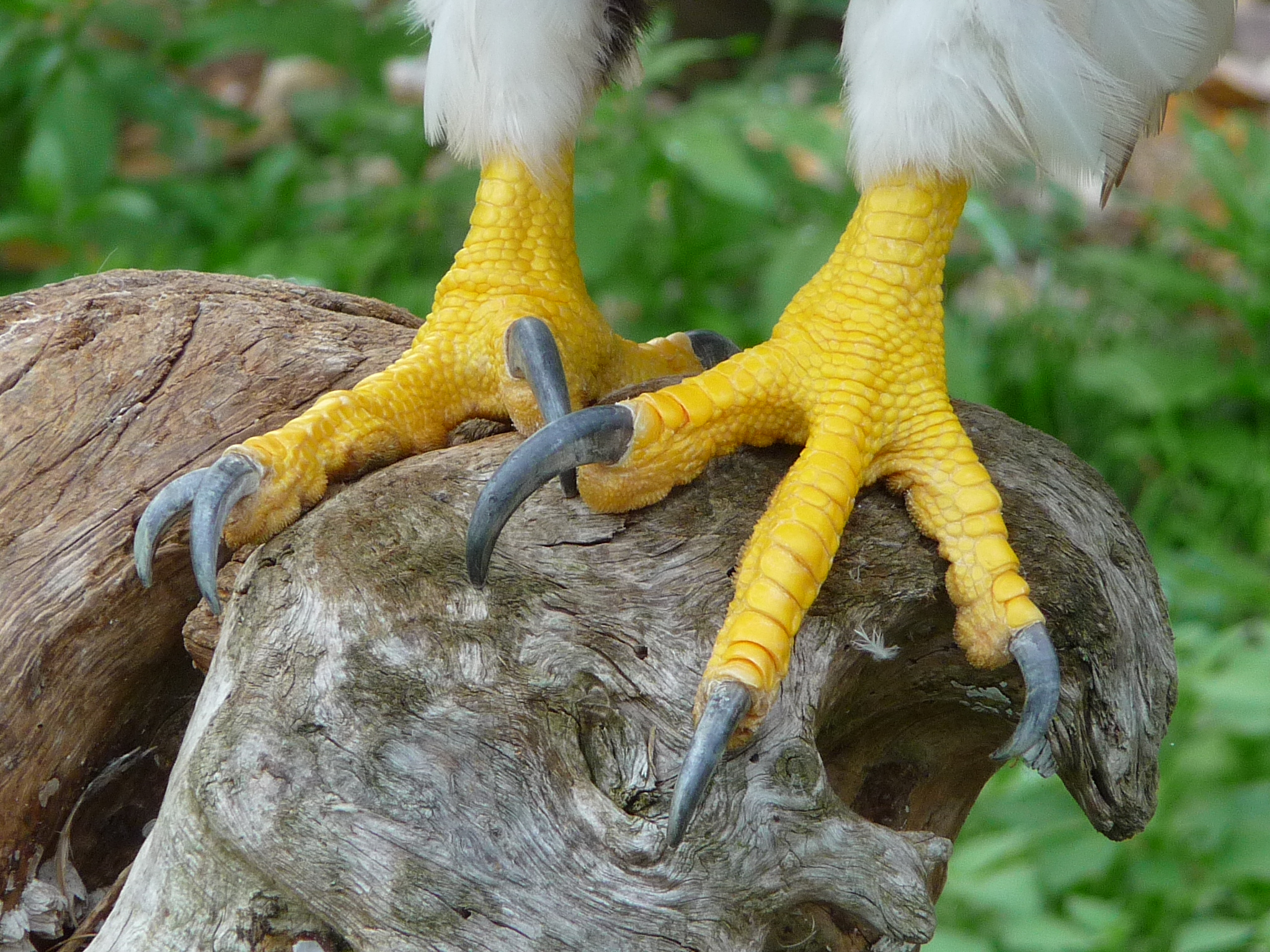
لقطة مقرّبة لمخالب حادة ومعقوفة

كما هو الحال مع معظم العقبان البحرية، فأن الرصغ والذيل قصير نسبيًا مقارنة بالعقبان الكبيرة الأخرى، والذي يبلغ طوله 95-100 مم (3.7-3.9 بوصة) و 320-390 مم (13-15 بوصة)، على التوالي، العقاب الفلبينية يتفوق بنسبة تصل إلى 40 مم (1.6 بوصة) و 110 مم (4.3 بوصة) على ما يبدو. في جميع العقبان البحرية، تكون أصابع القدم قصيرة وقوية نسبيًا، مع تغطية الجزء السفلي من القدم بالشويكات، وتكون المخالب أقصر نسبيًا ومنحنية بقوة أكبر من عقبان الغابات والحقول ذات الحجم المماثل، فمثل «العقبان الحقيقية» تجدها تملك هذه الميزات للمساعدة في اصطياد الأسماك بدلاً من الثدييات متوسطة الحجم والطيور الكبيرة، على الرغم من أنها ليست مستبعدة من الصيد. وكما هو الحال في جميع عقبان البحرية، فإن عقاب ستيلر لديه شويكات، وهي عبارة عن مخالب مائلة إلى الداخل على طول أسفل أقدامهم، مما يسمح لهم بحمل الأسماك التي قد تنزلق خارجًا من قبضتهم. الأقدام قوية للغاية على الرغم من أنها لا تحمل مخالب مثل التي تملكها عقاب الخطافة. في إحدى الحالات، أصيب محارب قديم في الحياة البرية بجروح بالغة عندما أمسك عقاب ذراعه وغرست مخالبها، واخترقت الجانب الآخر من ذراعه. المنقار كبيرة، يبلغ إجمالي طول الجمجمة حوالي 14.6 سم (5.7 بوصة)، ويبلغ طول العمود الفقري من 62 إلى 75 ملم (2.4 إلى 3.0 بوصات) ويبلغ طول المنقار من فغر الفاه إلى الحافة حوالي 117 ملم (4.6 بوصة). ومن المحتمل أن يكون منقار عقاب ستيلر هو الأكبر من أي عقاباً آخر، فهو يتفوق على العقاب الفلبيني بمقاس وحيد معروف (من أنثى ناضجة) يبلغ 72.2 ملم (2.84 بوصة)، وهي متشابهة في المتانة (إذا كانت أقصر قليلاً في طول الحافة العلوية للمنقار) لنسور العالم القديم الأكبر حجما.

### الريش

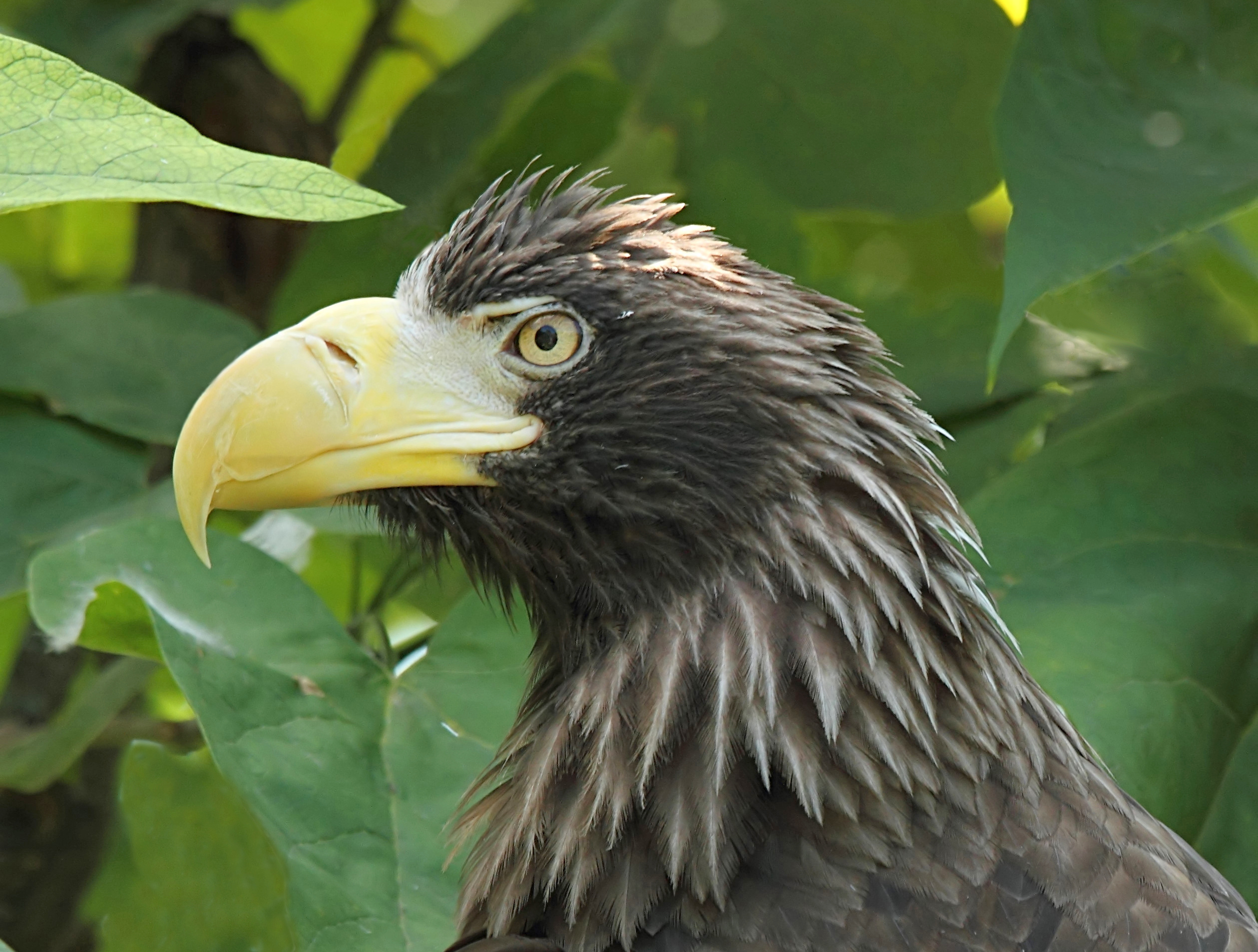
تفاصيل رأس عقاب البحر ستيلر في حديقة حيوان سينسيناتي ، الولايات المتحدة

عقاب ستيلر الناضج لهُ ريشاً بُنيً داكن وضارباً إلى سواد في الغالب، مع تباين شديد باللون الأبيض على ريش الجناح العلوي والسفلي والأوسط، وعند الفخذين والذيل. كما أن ذيلها ابيض ذات شكل الماسي أطول نسبيًا من ذيل عقاب أبيض الذيل. قد يلعب التلوين الجريء للبالغين دورًا ما في التسلسل الهرمي الاجتماعي مع العقبان الأخرى من جنسهم في مواسم عدم التكاثر، على الرغم من أن هذا لم يتم دراسته على نطاق واسع. تعدد الأشكال المُظلمة ونادرة جداً، كان يُنظر إليه على أنها نوعاً فرعياً مُنفصلأ وهو H. p. niger حيث يفتقر إلى اللون الأبيض في ريشه باستثناء الذيل. عيون البالغين ومنقارهم وأقدامهم صفراء. 
الريش الناعم للكتاكيت أبيض وحريري عند الفقس، سرعان ما يتحول إلى اللون البني الرمادي المُدخن. كما هو الحال في عقبان البحر الأخرى، فإن ريش السنة الأولى يكون أطول من ريش البالغين. وريش اليافع لونه بني داكن موحد إلى حد كبير مع خطوط رمادية - بنية مُتفرقة حول الرأس والرقبة، والقواعد ذو ريش أبيض، وتقطيع خفيف على المستقيم، ذيل العقاب (غير الناضج) أبيض اللون مع بقع سوداء متباعدة. صغير ستيلر لديه قزحية بنية داكنة، وأرجل بيضاء، ومنقار بني مسوّد. من خلال ثلاث ريشات وسيطة على الأقل، يتناقص التبقع في الذيل، ويكتسب الجسم والجناح قالبًا من البرونز، ويصبح لون العين والمنقار فاتحًا أيضاً. ومن المحتمل أن يتم الوصول إلى الريش النهائي في السنة الرابعة إلى الخامسة من العمر، بناءً على بيانات من الطيور التي عاشت في الآسر. الشكل النموذجي لليافعين والتحول المُظلم النادر متشابهان؛ ولا يتضح الفرق إلا بعد اكتساب ريش الكبار.
يصعب التمييز بين الريش الأول والريش الوسيط والريش الخاص بالعقاب أبيض الذيل، والذي يحدث معًا في نطاق التكاثر الكامل لريش ستيلر. ومع ذلك، إلى جانب الشكل العام الأكبر، يمكن تمييزه بشكل موثوق إلى حد ما في نطاق معقول من خلال مناقيرهم والأكثر ضخامة وريش الجسم الأكثر قتامة والأكثر تناسقًا. ناهيك عن الاختلاف في شكل ذيل وأجنحة ستيلر ذات الشكل الماسي (التي تشبه المجذاف في ستيلر مقابل أجنحة ذات الذيل الأبيض مربعة الشكل)، خاصة أثناء الطيران، بالإضافة إلى نمط مميز بشكل عام تحت الجناح.

### الصوت
من المعروف أن عُقبان ستيلر تصدر صرخة نباحاً عميقة في التفاعلات العدوانية، ونداءه يشبه عُقبان ذات الذيل الأبيض ولكنه أعمق. خلال موسم التكاثر، تُسمع نداءاتهم وكأنها على ما يبدو طيور النورس عالية الصوت.

## التوزيع والسكن

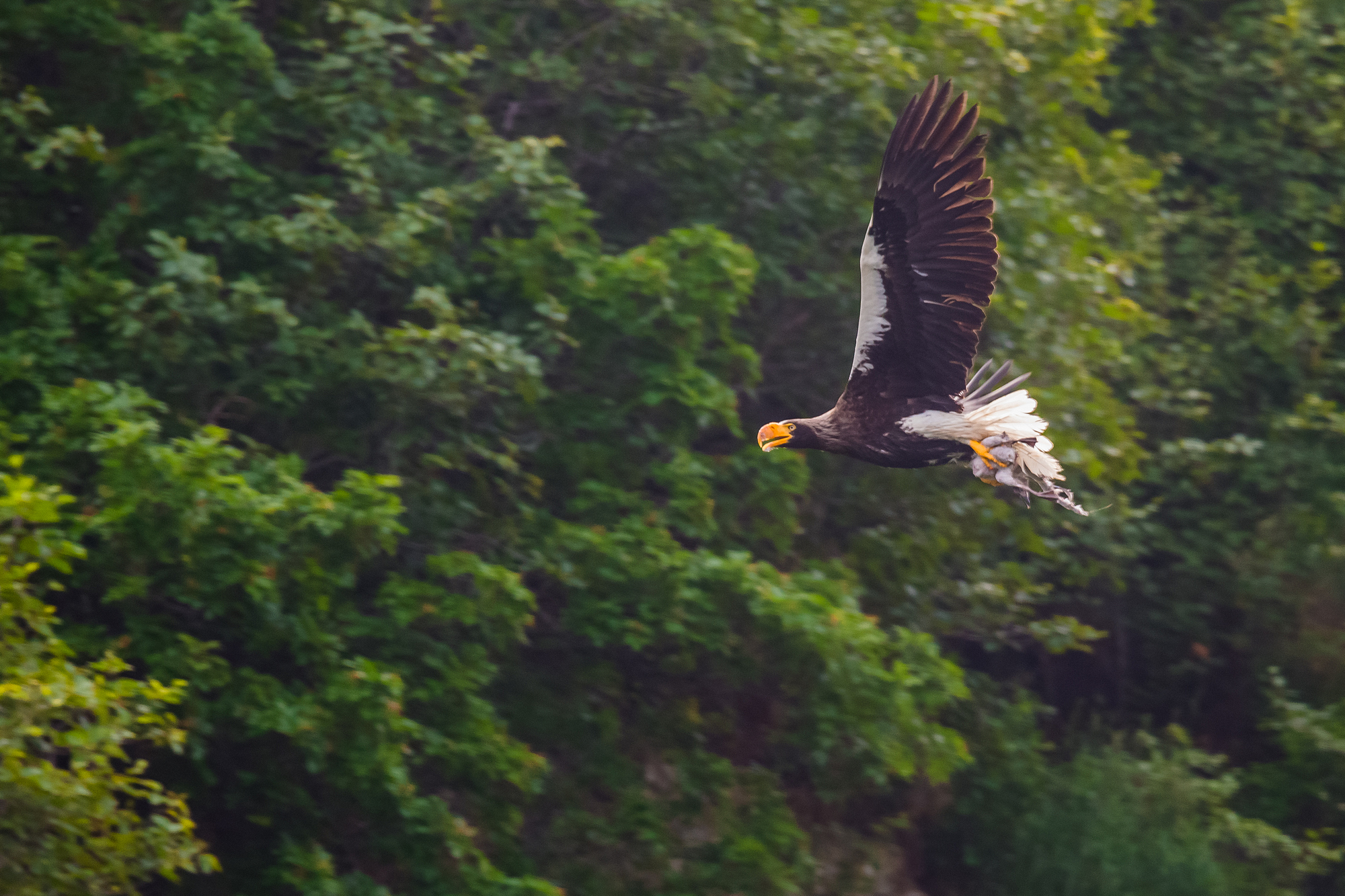
عقاب بالغ في محمية ماغادان الطبيعية، روسيا، جزء من نطاق تكاثر هذا النوع

يتكاثر عقاب ستيلر البحري في شبه جزيرة كامتشاتكا، وفي المنطقة الساحلية حول بحر أوخوتسك، والروافد السفلية لنهر أمور وفي شمال سخالين وجزر شانتار في روسيا. عقاب ستيلر أقل عرضة للتشرد مقارنةً مع العقاب أبيض الذيل، لأن الأحداث من هذا النوع تفتقر إلى الانتشار بعيد المدى، ولكن تم العثور على عقبان مُتشردة في أمريكا الشمالية، وفي مواقع مثل جزر بريبيلوف وجزيرة كودياك، وداخل آسيا حتى بكين في الصين وياكوتسك في جمهورية ساخا الروسية، وجنوبًا حتى تايوان.

## النظام الغذائي

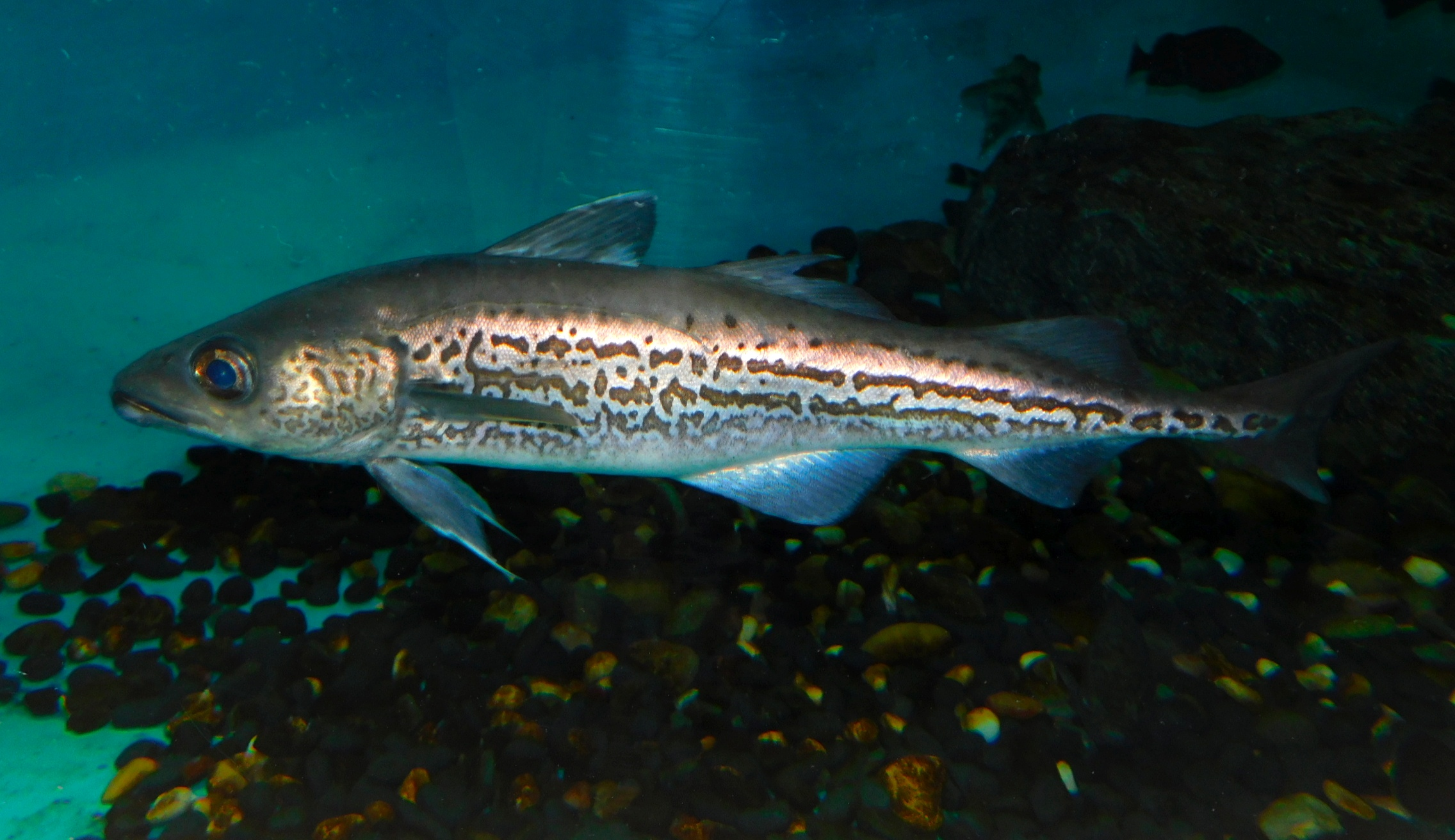
سمكة ألاسكا بولوك ، أحد المصادر الغذائية الأساسية لعقبان ستيلر البحرية في نطاق فصل الشتاء في اليابان

يتغذى عقاب ستيلر بشكل أساسي على الأسماك، وفريستها المفضلة في موائل النهر هي السلمون. وقد تتغذى على سمكة عريك بينغ وتصطاد الأسماك بشكل شبه حصري في المياه الضحلة. يمكن رؤية أعداد كبيرة نسبيًا من هذه الطيور منفردة عادةً وتتجمع في الأنهار المُنتجة، بشكل خاص في أغسطس إلى سبتمبر (فترة تبويض الأسماك) بسبب وفرة الإمدادات الغذائية. في الصيف، يتم اصطياد الأسماك الحية، التي يتراوح طولها عادةً بين 20 إلى 30 سم (7.9 إلى 11.8 بوصة)، للصغار في العش. عادة، يصطاد الوالدان حوالي سمكتين أو ثلاث سمكت ليأكلهما الصغار كل يوم. في الخريف، عندما يموت العديد من سمك السلمون بعد التزاوج، وتميل العقبان نحو الأسماك الميتة إلى أن يتم استهلاكها أكثر من الأسماك الحية، وهي الغذاء الرئيسي لعقبان ستيلر البحرية التي تقضي الشتاء في الأنهار الداخلية بالمياه غير المجمدة. في هوكايدو، تُجذب العقبان بكثرة سمك القد في المحيط الهادئ، والتي تبلغ ذروتها في بحر راوسو ومضيق نيمورو في فبراير. يدعم هذا المورد صيدًا مهمًا يساعد بدوره في دعم تواجد العقبان. تعد سمكة ألاسكا بولوك (Gadus chalcogrammus)، إلى جانب سمك القد، أهم مصدر غذاء للعقبان خلال فترة الشتاء في اليابان. قد تسير هذه العقبان بجرأة على بعد أقدام قليلة من الصيادين عندما يصطاد كلاهما الأسماك خلال فصل الشتاء، ولكنها تتصرف بحذر وتبقي على مسافة في حالة وجود غرباء.
تشكل الأسماك حوالي 80٪ من غذاء العقبان التي تعشش في نهر أمور؛ في أماكن أخرى، تشكل الفرائس الأخرى نسبة متساوية تقريبًا من النظام الغذائي. على طول ساحل البحر وفي كامتشاتكا، تعد الطيور المائية هي الفرائس الأكثر شيوعًا، وتشمل البط، والإوز، والبجع، وكركية، ومالك الحزين، والنوارس. كما أنها تفضل محليًا نورس أردوازي الظهر، والمور الشائع ومور غليظ المنقار (Uria lomvia) في نظامها الغذائي حول بحر أوخوتسك، يليه نورس أسود الساق ونورس ذات الظهر المائل والأوكليت المُتوّج والغاق البحري. في بعض الأحيان، كان يتم أخذ صغار المور وطيور الغاق أحياءاً في روسيا وإعادتهم إلى الأعشاش، حيث كانوا يتغذون بشكل مستقل على بقايا الأسماك في أعشاش النسور حتى يقتلوا أنفسهم. في روسيا، يمكن أن يكون طيهوج المرتفعات، مثل طهيوج ذو المنقار الأسود (Tetrao parvirostris) وترمجان الصخر والصفصاف أنواعًا مهمة من الفرائس؛ لا يتم أخذ الطيهوج عادة من قبل أنواع عقبان البحر الأخرى. تضمنت الطيور البرية الأخرى التي اصطادها عقاب ستيلر البوم قصيرة الأذنين (Asio flammeus) والبومة الثلجية (Bubo scandiaca) وزاغ الجيف (Corvus corone) والغراب الشائع (Corvus corax)، ونادرًا الجواثم الصغيرة. في إحدى الحالات، لوحظ في حالة نادرة عقاب ستيلر يتغذى على طائر القطرس الكبير مُتشرداً في المحيط الجنوبية. كما يكمل نظامه الغذائي بالعديد من الثدييات (خاصة الأرانب البرية) وسرطان البحر وبلح البحر وديدان نيريس والحبار عندما تتاح له الفرصة.
من الواضح أن الحيوانات آكلة اللحوم من الثدييات يتم اصطيادها بسهولة. وقد شملت تلك الحصيلة السمور، المنك الأمريكي، الثعلب القطبي، الثعلب الأحمر، والكلاب الأليفة الصغيرة. كما تم تسجيل ثدييات أصغر كعكبر الشمالي أحمر الظهر (Clethrionomys rutilus) وعكبر الجذور (Microtus oeconomus). يأكل ستيلر الجيف، وخاصة الثدييات، بسهولة خلال فصل الشتاء. يتحرك حوالي 35 ٪ من العقبان في فصل الشتاء في اليابان إلى الداخل وتتغذى بشكل كبير على جثث الثدييات، في الغالب غزلان سيكا (Cervus nippon)، والفقمة الصغيرة. تم تقدير في إحدى الدراسات أن بعض صغار الفقمة التي تحملها العقبان يصل وزنها إلى 9.1 كجم على الأقل (20 رطلاً)، والتي (إذا كانت صحيحة) ستكون أكبر حمولة معروفة للطائر على الإطلاق؛ ومع ذلك، لم يتم التحقق من أوزان الفريسة. غالبًا ما تؤكل الفقمة وأسد البحر من أي حجم كجيفة، وباستخدام المنقار الضخم، يمكن تقطيع أوصالها حيث أرضاً بدلاً من الطيران بها.

## التكاثر
يبني هذا العقاب العديد من الأعشاش الضخمة، التي تتكون من الأغصان والعصي، وبارتفاع يصل إلى 150 سم (59 بوصة) وقطر يصل إلى 250 سم (98 بوصة). عادةً ما تُضع مثل هذه الأعشاش على ارتفاع عالٍ على الأشجار أو على نتوءات صخرية يصل ارتفاعها 15 إلى 20 مترًا (49 إلى 66 قدمًا) فوق سطح الأرض، وأحيانًا في الأشجار التي يصل ارتفاعها إلى 45 مترًا (148 قدمًا). وعادة ما يتم بناء الأعشاش البديلة على بعد 900 متر (3000 قدم) من بعضها البعض. لكن في حالةً واحدة، تم العثور على عشّين نشطين على بعد 100 متر (330 قدمًا) من بعضهما.
المُغازلة، والتي تحدث عادةً بين فبراير ومارس، وتتكون ببساطة من رحلة طيران فوق منطقة التكاثر. ويتزاوج عقاب ستيلر على العُش بعد بنائه. كما يضعون بيضة بيضاء مُخضرّه، في الفترة من أبريل إلى مايو. ويتراوح ارتفاع البيض من 78 إلى 85 ملم (3.1 إلى 3.3 بوصة) وعرض 57.5 إلى 64.5 ملم (2.26 إلى 2.54 بوصة) ويزن حوالي 160 جرامًا (5.6 أونصة)، وهو أكبر قليلاً من تلك الموجودة في العُقبان الآخرى. يمكن أن يحتوي العُش من بيضة واحدة إلى ثلاث بيضات، حيث يكون المتوسط بيضتين. عادةً ما يبقى كتكوتً واحد فقط على قيد الحياة حتى سن الرُشد، وعلى الرغم من أنه في بعض الحالات قد ينجح الثلاثة في البقاء على الحياة. تفقس الكتاكيت بعد فترة حضانة حوالي 39-45 يومًا. وهي مملوءة ومغطاة باللون الأبيض عند الفقس. العقبان تفرخ في أغسطس أو أوائل سبتمبر. ويبدأ الريش بالظهور بعد مضي أربع سنوات، ولكن لا يحدث التكاثر الأول عادةً إلا بعد مرور عام أو عامين آخرين.

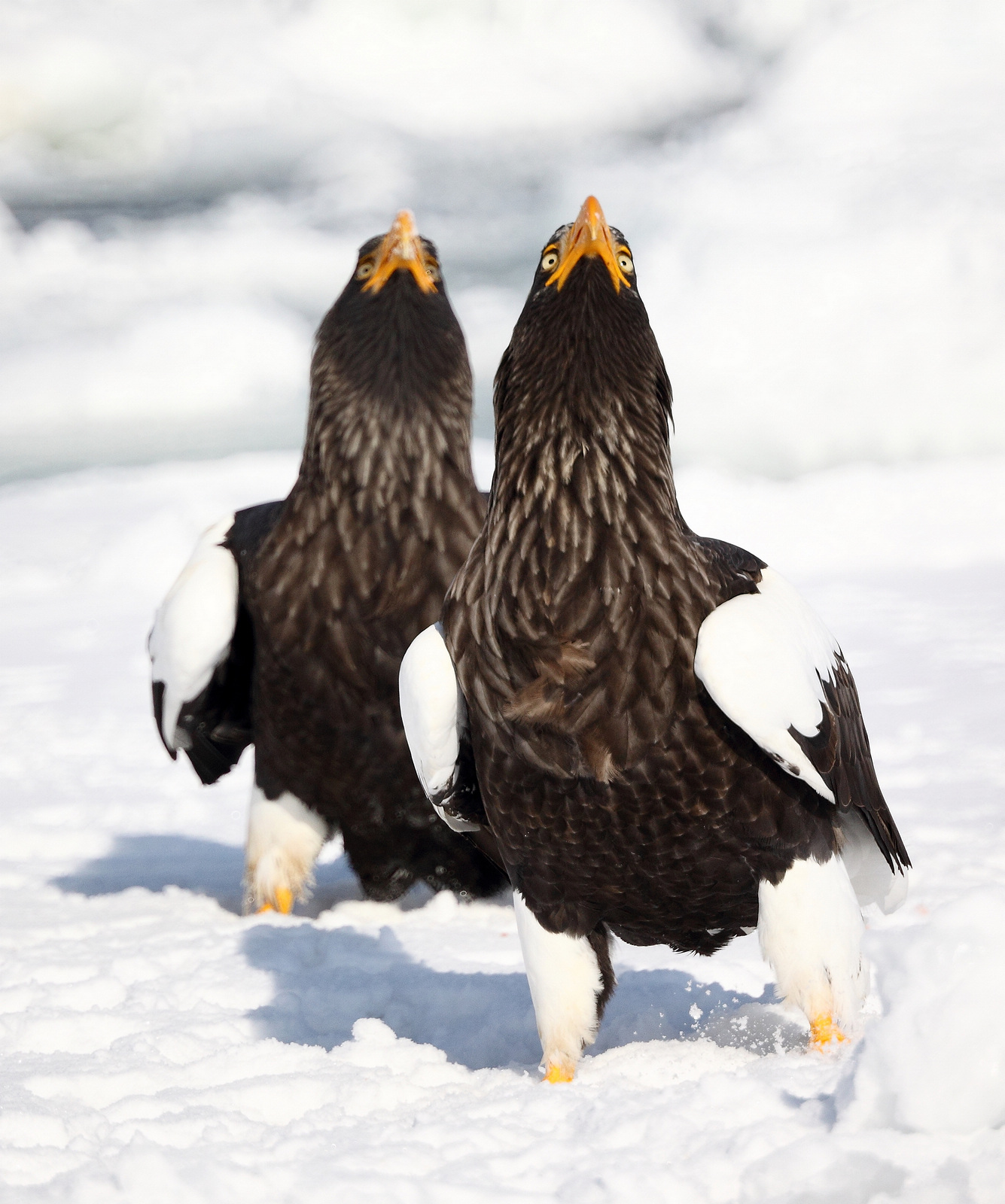
تقضي العديد من عقبان ستيلر البحرية الشتاء في اليابان حيث يتم حمايتها وتصنيفها على أنها كنز وطني

يمكن أن تُفتَرس البيض والأفراخ الصغيرة من قبل الثدييات الشجرية، مثل السمور والقاقم، والطيورالتي عادةً ما تكون من غرابيات. وتعتمد هذه الحيوانات المفترسة الصغيرة الذكية على الإلهاء والتسلل للاعتداء على أعشاش العقبان، لكنها تقتل إذا ما تم القبض عليها من قبل أي من الوالدين. بمجرد أن يصل الفرخ إلى حجم البلوغ، يمكن لعدد قليل من الحيوانات المُفترسة تهديد هذا النوع. في إحدى الحالات الاستثنائية، تمكن دب بني من الوصول إلى عُش يقع في تكوين صخري وأكل نسرًا صغيرًا، ومن المحتمل أن تكون الطيور الناضجة بالكامل في أعشاش الأشجار غير مُعرضة للافتراس. باستثناء الدب الأسود الآسيوي، (الذي لم يتم تسجيله حتى الآن كحيوان مفترس) لا توجد حيوانات ثديية أخرى آكلة للحوم يمكنها تسلق الأشجار في مناطق عيش عقاب الستيلر. بسبب افتراس البيض وانهيار الأعشاش في المقام الأول، تتم تربية 45-67٪ فقط من البيض بنجاح حتى مرحلة البلوغ وقد يفقد ما يصل إلى 25٪ من الأفراخ. ومع ذلك، بمجرد نمو الطائر بالكامل، لا يوجد لديه مُفترسات طبيعية.

## حالة الحفظ
تم تصنيف هذا النوع على أنه مُعرض للخطر من قبل IUCN، وإنها محمية قانونًيا، حيث يتم تصنيفها على أنها كنز وطني في اليابان وتحدث في الغالب في المناطق المحمية من روسيا. ومع ذلك، لا تزال هناك العديد من التهديدات لبقائهم. وتشمل هذه بشكل أساسي تغيُّر المناخ، والتلوث الصناعي، والصيد الجائر، والذي بدوره يقلل من مصدر فرائسها. ويقدر عدد تعدادها الحالي بـ 5000 مع تناقص المستمر. لوحظ أن الفيضانات الغزيرة الأخيرة، والتي ربما كانت نتيجة لتغير المناخ العالمي، تسببت في فشل تعشيش شبه كامل للعقبان التي تُعشش في الأنهار الروسية بسبب إعاقة قدرة الوالدين على التقاط الأسماك الضرورية لبقاء صغارها. يستمر اضطهاد الطائر في روسيا، بسبب عادته في سرقة الجاردين من الصيادين. وبسبب عدم وجود فرائس أخرى يمكن الوصول إليها في بعض المناطق، كما تحركت العقبان في هوكايدو بشكل متزايد إلى الداخل تعتات على جثث غزال سيكا التي خلفها الصيادون، مما يعرضهم لخطر التسمم بالرصاص من خلال تناول رصاصة الطلقة.
في كامتشاتكا، تم تسجيل 320 زوجًا. مع عدم رصد 89 منطقة تعشيش إضافية. في جبال كورياك على طول خليج بنشينا، يتكاثر أكثر من 1200 زوج وتبيض ما لا يقل عن 1400 من الأحداث. يعيش حوالي 500 زوج في منطقة خاباروفسك على ساحل أوخوستسك، و 100 في جزر شانتار. ويوجد 600 زوج آخر في منطقة أمور السفلى. كما يوجد حوالي 280 زوجًا في جزيرة سخالين وعدد قليل في جزر الكوريل. مجموعها حوالي 3200 زوج متكاثر، ومن المحتمل أن يصل في الشتاء إلى 3500 طائر في كامتشاتكا، وقد يحدث ما يقرب من 2000 طائر آخر في هوكايدو. بشكل عام، تبدو النظرة العامة للأنواع مواتية. خارج نطاق التكاثر، القواعد الغذائية في مناطق الشتاء الرئيسية آمنة حتى الآن.

## روابط خارجية
- رسم توضيحي لـ Aquila pelagica في Zoographica Rosso-Asiatica (1811) بقلم بيتر سيمون بالاس.